# إديث أليس مولر
إديث أليس مولر (بالإنجليزية: Edith Alice Müller)‏ (و. 1918 – 1995 م) هي عالمة فلك، وأستاذة جامعية، ورياضياتية سويسرية، ولدت في مدريد، توفيت في إسبانيا، عن عمر يناهز 77 عاماً.